# Gorbea
Gorbea is een gemeente in de Chileense provincie Cautín in de regio Araucanía. Gorbea telde 14.414 inwoners in 2017 en heeft een oppervlakte van 695 km².
- Virtual International Authority File: 480145857891623021034